# Delphacodes cataniae
Delphacodes cataniae är en insektsart som först beskrevs av Matsumura 1910.  Delphacodes cataniae ingår i släktet Delphacodes och familjen sporrstritar. Inga underarter finns listade i Catalogue of Life.